# ノーヴェ
ノーヴェ（伊: Nove）は、イタリア共和国ヴェネト州ヴィチェンツァ県にある、人口約4,900人の基礎自治体（コムーネ）。

## 地理

### 位置・広がり

#### 隣接コムーネ
隣接するコムーネは以下の通り。
- バッサーノ・デル・グラッパ
- カルティリアーノ
- マロースティカ
- ポッツォレオーネ
- スキアヴォン

### 気候分類・地震分類
気候分類では、zona E, 2411 GGに分類される。
また、イタリアの地震リスク階級 (it) では、zona 2 (sismicità media) に分類される。

## 姉妹都市
- Welkenraedt、ベルギー
- ランギラーノ、イタリア
- モンテルーポ・フィオレンティーノ、イタリア
- Carlos Barbosa、ブラジル